# John Wygryme
John Wygryme (falecido em 5 de outubro de 1468) foi um cónego de Windsor de 1457 a 1468.

## Carreira
Ele foi nomeado:
- Proctor Sénior do Merton College, Oxford 1428
- Reitor de Devizes, Wiltshire
- Prebendário de Decem Librarum, Lincoln 1457-1468

Ele foi nomeado para a oitava bancada na Capela de São Jorge, Castelo de Windsor, em 1457, e ocupou a posição canónica até 1468.